# Bonnet de Prêtre (La Réunion)
Pour les articles homonymes, voir Bonnet de prêtre, Pâtisson et Bonnet.
Le Bonnet de Prêtre est un sommet de montagne du cirque naturel de Cilaos, dans les Hauts de l'île de La Réunion, département d'outre-mer français dans l'océan Indien. Partie du massif du Piton des Neiges, il culmine à 1 709 mètres d'altitude à proximité du rempart oriental formant le cirque en question et surplombe ce faisant l'îlet de Bras Sec, situé environ 450 mètres plus bas au nord-ouest. S'il est possible d'en faire le tour grâce à deux sentiers de randonnée, le sentier Gueule Rouge et le sentier des Calumets, il n'est pas possible de le gravir entièrement.